# Stobi
Stobi (en griego antiguo: Στόβοι en macedonio: Стоби) fue una antigua ciudad de la Peonia, más tarde conquistada por Macedonia, y después convertida en la capital de la provincia romana de Macedonia Salutaris (Macedonia del Norte). Se encuentra ubicado en la carretera principal que va desde el Danubio hasta el Egeo y es considerado por muchos como el sitio arqueológico más famoso de Macedonia del Norte. Stobi fue construida en el sitio donde el río Erigón (actualmente Crna) se une al río Axios (Vardar), por lo que fue de importancia estratégica como centro para el comercio y la guerra.
En septiembre de 2010, se anunció que parte de una concesión de 53.000 € por el gobierno de los EE. UU. para la restauración y conservación de monumentos alrededor de Macedonia iba a Stobi.

## Etimología
El nombre es Stobi Paeoniae y significa «mensaje o pilar». En prusiano antiguo: stabis significa «piedra», o bien en eslavónico antiguo: "stoboru" significa "pilar". Este nombre puede implicar que era el sitio de una gran pilar de culto local, aunque no hay pruebas de ello.

## Periodo prerromano
Stobi se desarrolló a partir de un acuerdo peonio establecido en el período Arcaico. La ciudad pronto cubrió un área de unos 25.000 m² (270.000 pies cuadrados). Su proximidad en la confluencia de los ríos Erigón y Axios, y su posición en el fértil valle central del Vardar le permitió rápidamente desarrollar una economía próspera y establecer relaciones comerciales. Ubicada cerca del Monte Klepa, fue una lucrativa fuente de mármol. La población peonia inicial fue complementada posteriormente con otros grupos de inmigrantes.
Se cree que en el año 217 a. C., Filipo V de Macedonia anexó Peonia durante su campaña en contra de los Dardanios que habían entrado en la mayor ciudad peonia, Bylazora. Desde este momento, Peonia Stobi se considera parte de Macedonia.

## Periodo romano
En el año 168 a. C, los romanos derrotaron a Perseo y Macedonia fue dividida en cuatro repúblicas nominalmente independientes. La ciudad fue mencionada por primera vez en 197 a. C. por Livio. En 148 a. C. las cuatro áreas de Macedonia se reunieron en una sola provincia romana. En el reinado de Augusto, la ciudad creció en tamaño y población.

## Sitios históricos
Valavica (Domus Fullonica) es un complejo de tiendas y residencias, construidas sobre edificios más antiguos. Durante el siglo V hubo también un taller de pintura y construcción de alfombras. El complejo estuvo en uso desde el siglo I hasta el siglo VI.

## Galería

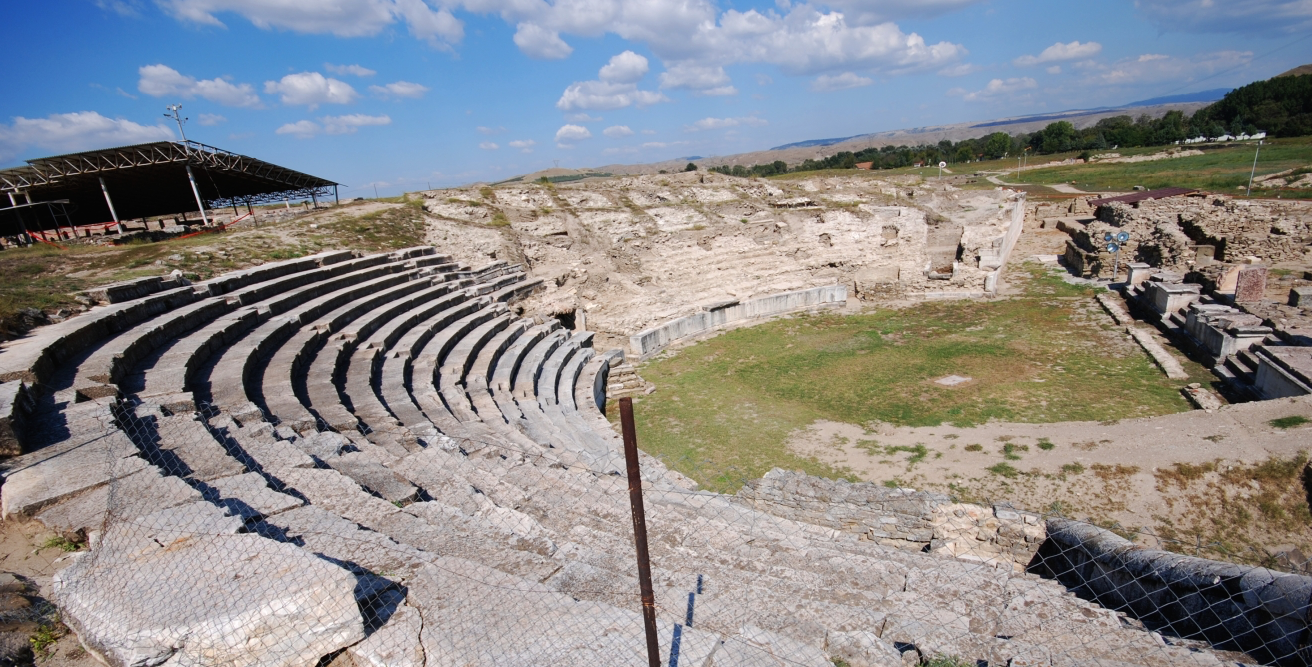
Teatro Romano
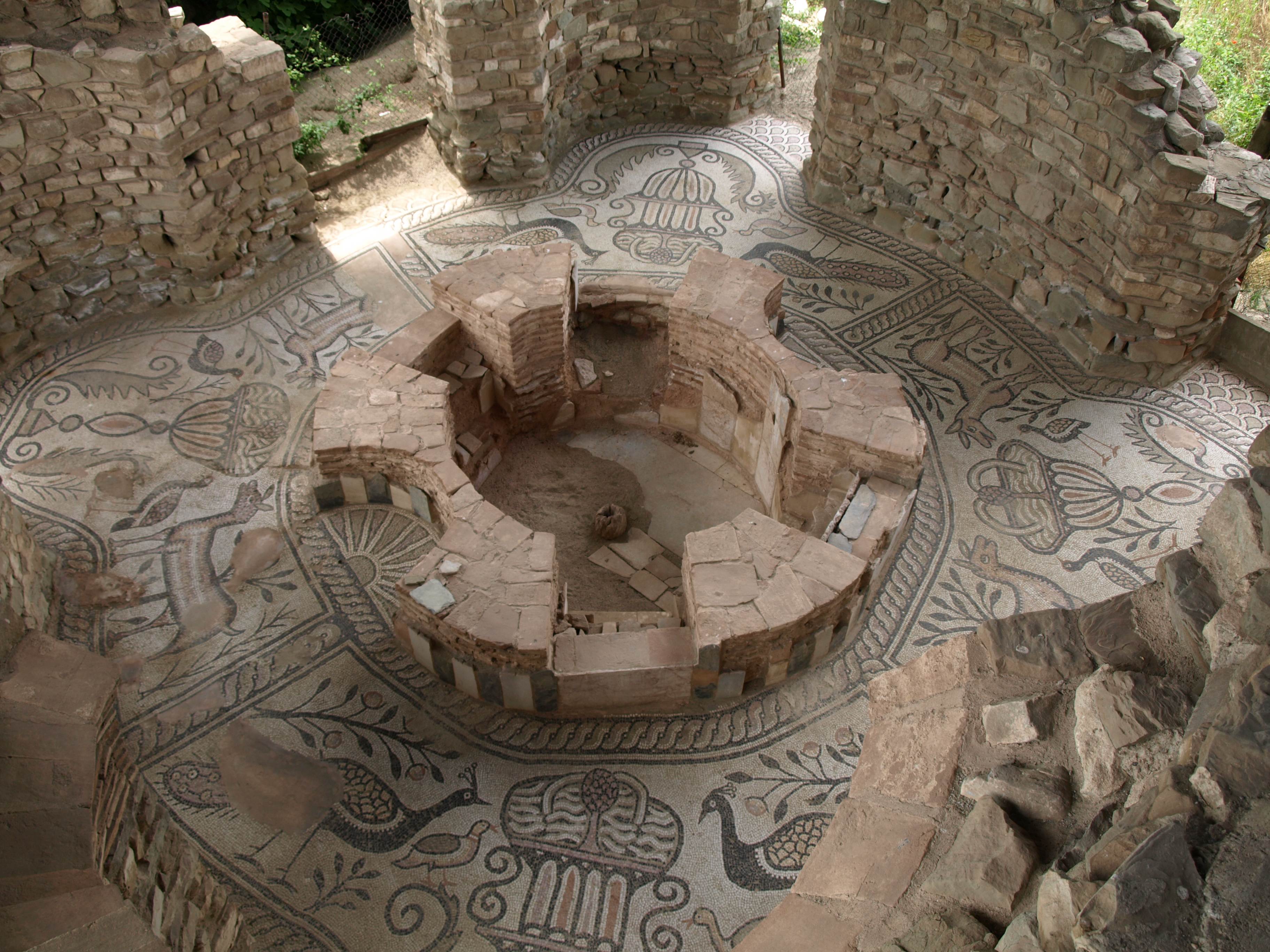
Baptisterio en la Basílica
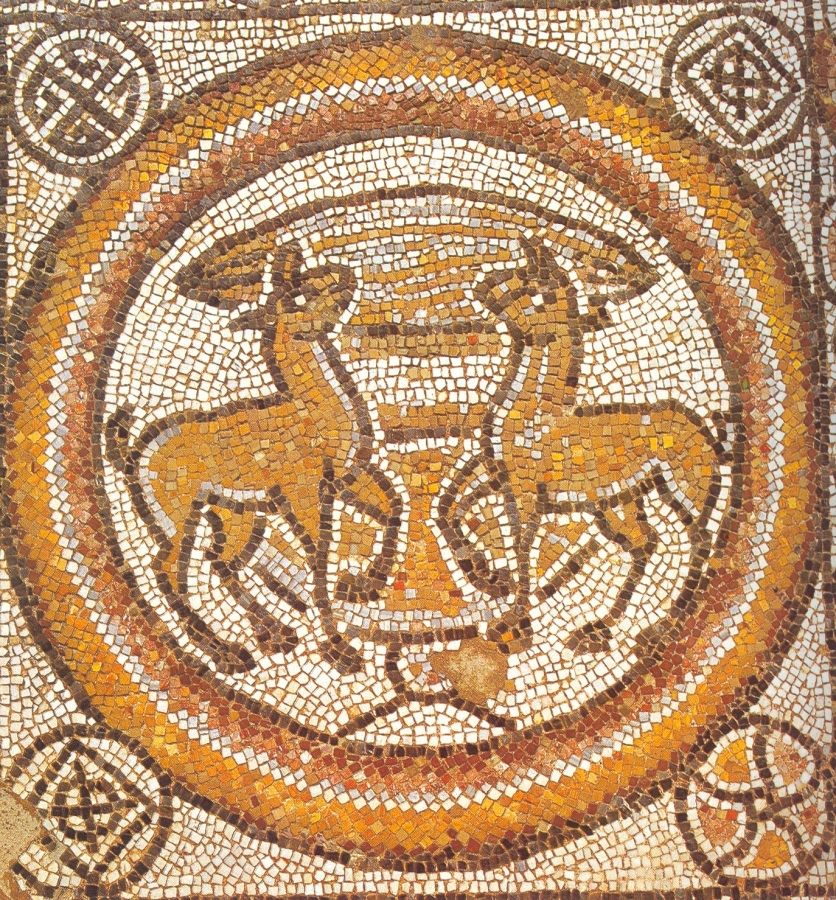
Mosaico de ciervos
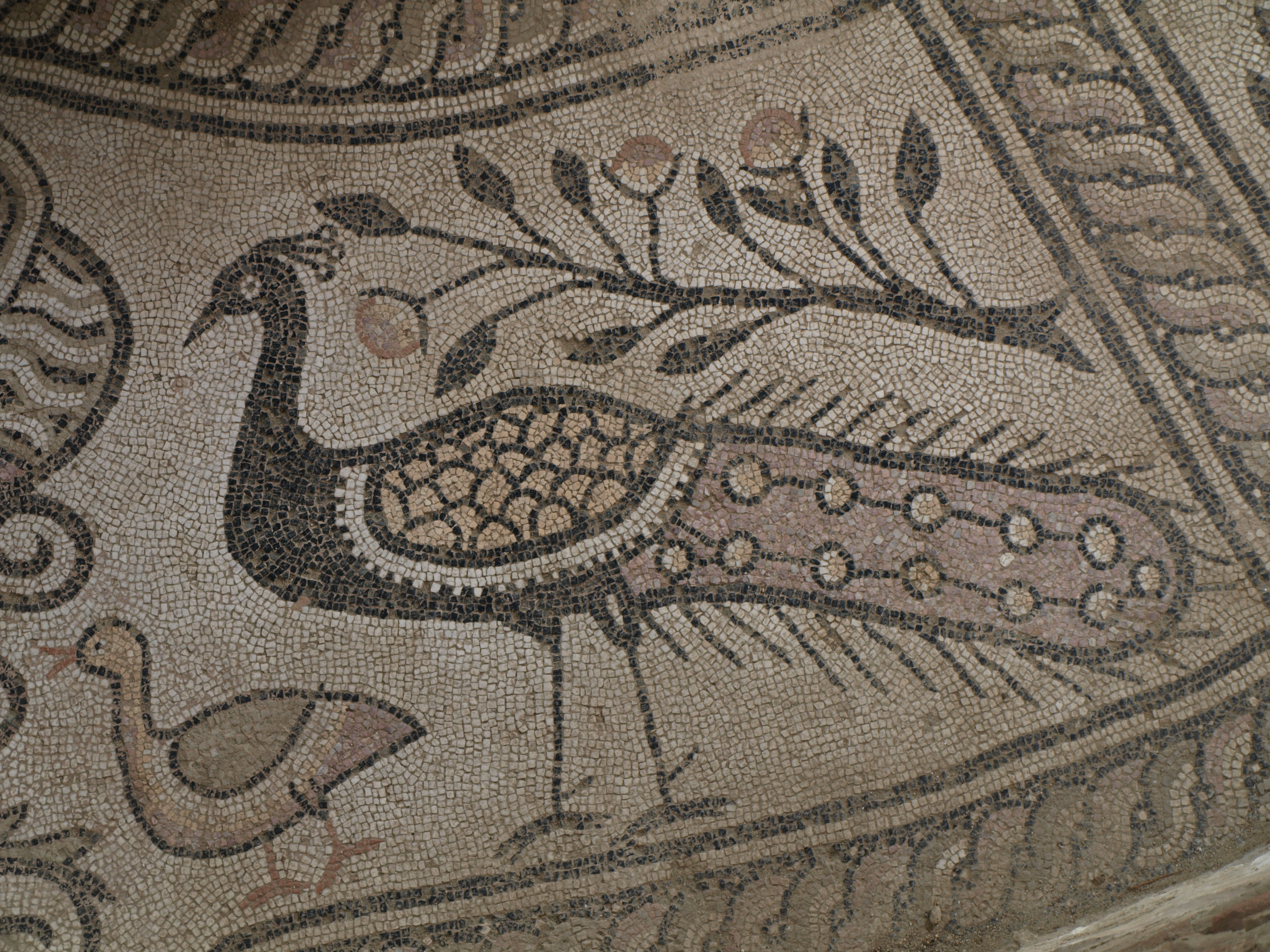
Mosaico de pavo real